# Lichtenhain/Bergbahn
Lichtenhain/Bergbahn is een plaats en voormalige gemeente in de Duitse deelstaat Thüringen en maakt deel uit van het district Saalfeld-Rudolstadt.

## Geschiedenis
Op 1 januari 2019 fuseerde Oberweißbach, waar Lichtenhain/Bergbahn deel van uitmaakte, met Mellenbach-Glasbach en Meuselbach-Schwarzmühle tot de gemeente Schwarzatal.